# Mury miejskie w Piotrkowie Trybunalskim

Piotrków w 1657 – widoczna zachodnia i południowa część murów.

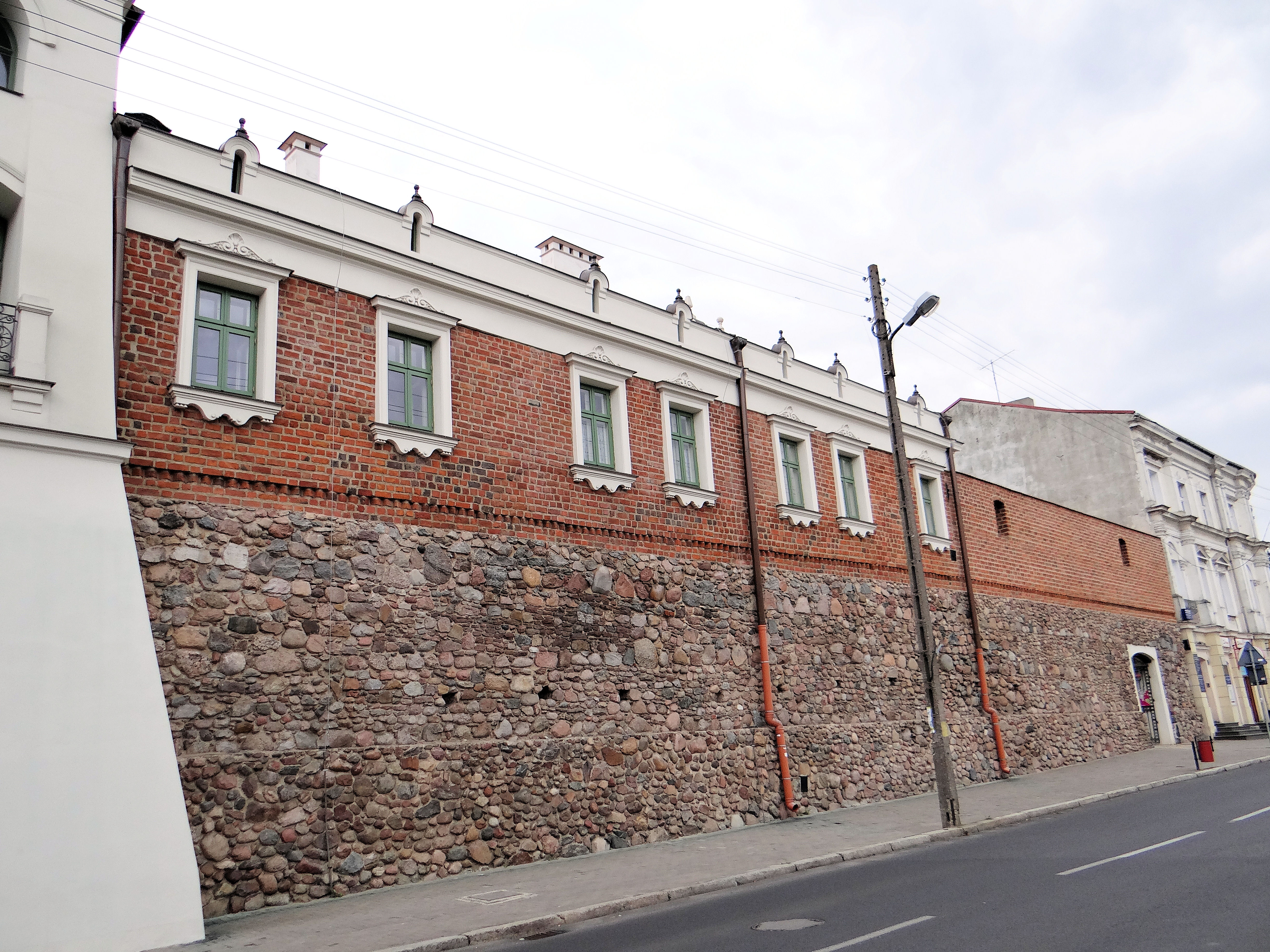
Mury miejskie przy zespole budynków klasztornych dominikanek

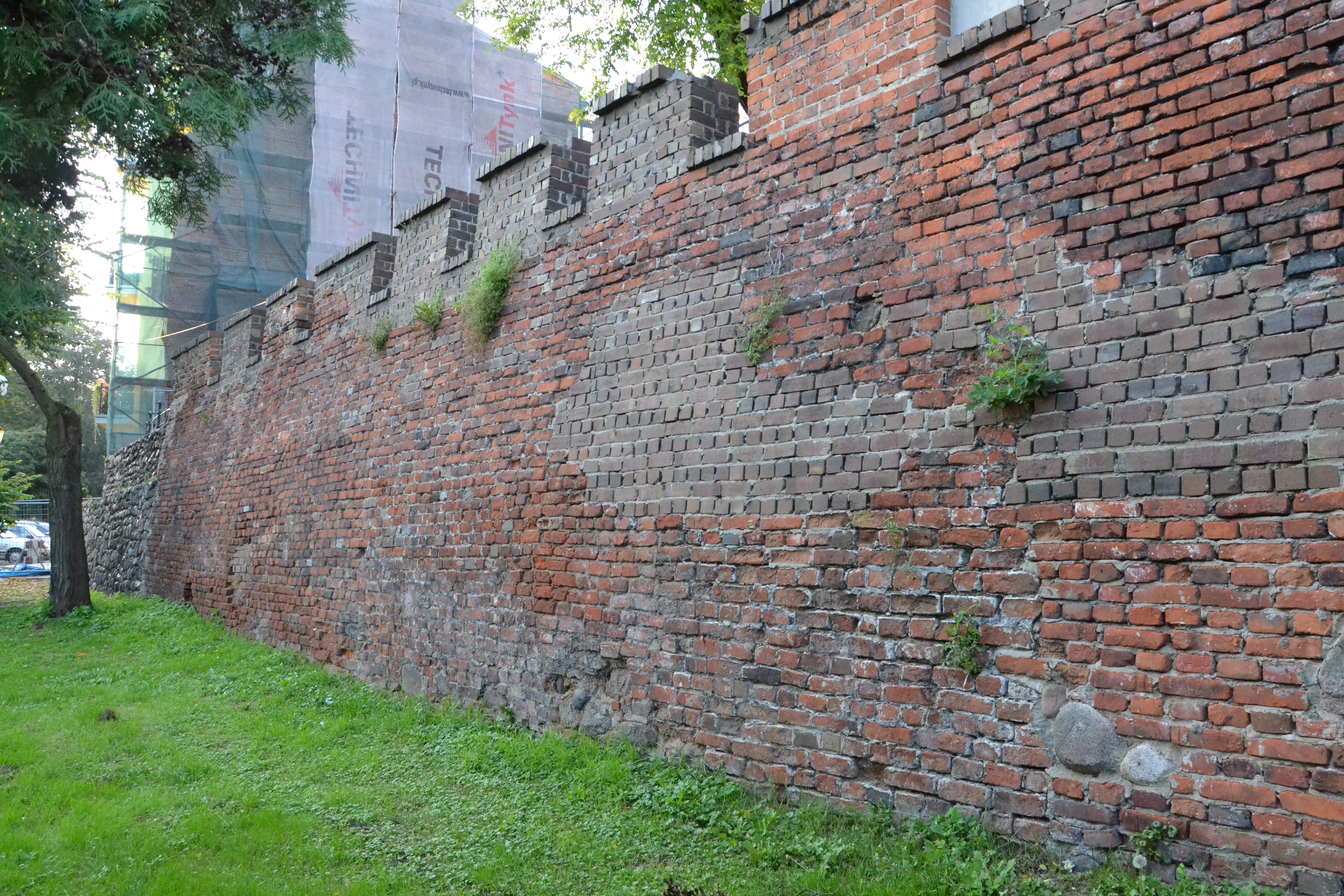
Fortyfikacje przy kościele pw. św. Franciszka Ksawerego

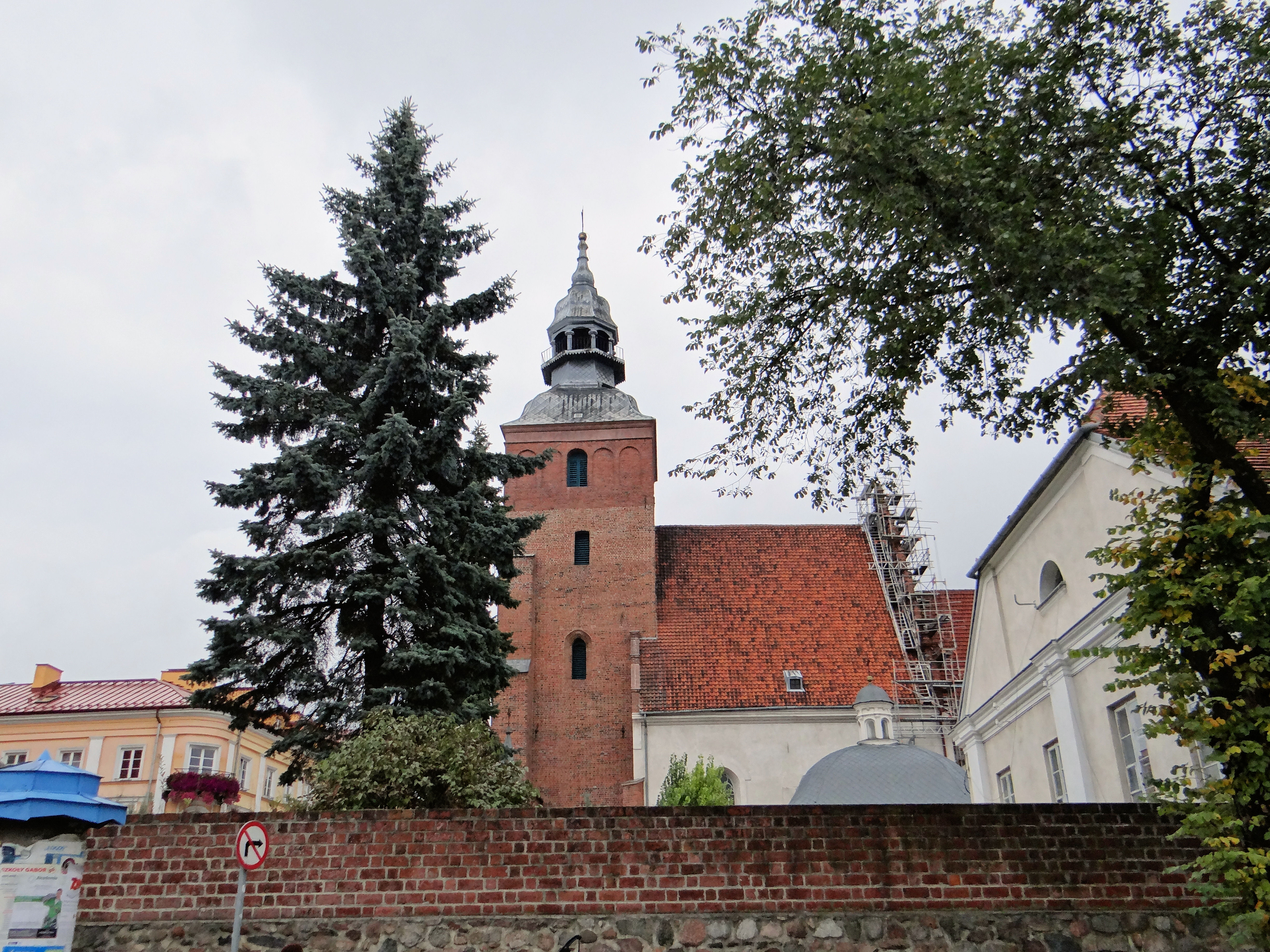
Fragment murów miejskich, narożnik Krakowskiego Przedmieścia i ul. Garncarskiej

Mury miejskie w Piotrkowie Trybunalskim – ciąg murów miejskich wraz z budowlami o charakterze obronnym (m.in. bramami i basztami), otaczający niegdyś obszar całego Piotrkowa Trybunalskiego (obecnie Stare Miasto), a którego fragmenty zachowały się do dziś.

## Historia

### Powstanie
Gród piotrkowski został otoczony murami obronnymi w XIV w. za panowania Kazimierza Wielkiego, ukończonymi pod koniec stulecia z fundacji Jadwigi Andegaweńskiej. Umocnienia zbudowane z kamienia i cegły gotyckiej, osiągały wysokość do 4,5 metra, a szerokość do 2 metrów (według innych szacunków grubość dochodziła do 1,8 metra, zaś wysokość do 5 metrów). Miały kształt nieregularnego owalu o wymiarach około 320x300 m i długości około 1050 m. Północy odcinek murów odchylał się ku zachodowi, co było spowodowane dopasowaniem do doliny rzeczki Strawa. Mury otaczały one miasto lokacyjne powierzchni około 8 ha.
Od strony zachodniej do murów przylegał zespół budynków klasztornych dominikanek. Mury miejskie włączono także w budynek probostwa kościoła farnego, a także zabudowania kolegium jezuitów. Po zajęciu miasta przez Szwedów w 1657 wykonano dodatkowe umocnienia ziemne, a w murach wybito strzelnice. W tym czasie wybudowano też cztery narożne bastiony i blokhauzy.
Wygląd murów w XVII w. znany jest ze sztychu Erika Dahlbergha. Natomiast przebieg murów znany jest z najstarszego zachowanego planu Piotrkowa z 1786.
Na podstawie istnienia dawniej ulicy o nazwie Nowe Miasto wysuwano hipotezę, że być może mury w XIV w. obejmowały mniejszy obszar, a poszerzono je w XV wieku. Jednak przeciw tej hipotezie przemawia fakt, że nie są znane z terenu średniowiecznej Polski żadne przykłady tak kosztownej inwestycji, jak przesuwanie murów miejskich.
Bramy miejskie
Do miasta można było się dostać tylko przez jedną z 3 bram miejskich:
- brama Krakowska od południa (Krakowskie Przedmieście)[2][1]
- brama Wolborska od wschodu (ul. Starowarszawska)[2][1]
- brama Sieradzka od zachodu (ul. Sieradzka)[2][1]

Baszty
Opis z 1629 wzmiankuje istnienie w murach obronnych dziesięciu baszt.

### Likwidacja
W latach 1817–1910 mury miejskie zostały rozebrane, a budulec z rozbiórki wykorzystano do utwardzania ulic. Bramę Sieradzką i Krakowską zburzono w 1817. Część murów rozebrano w 1828.

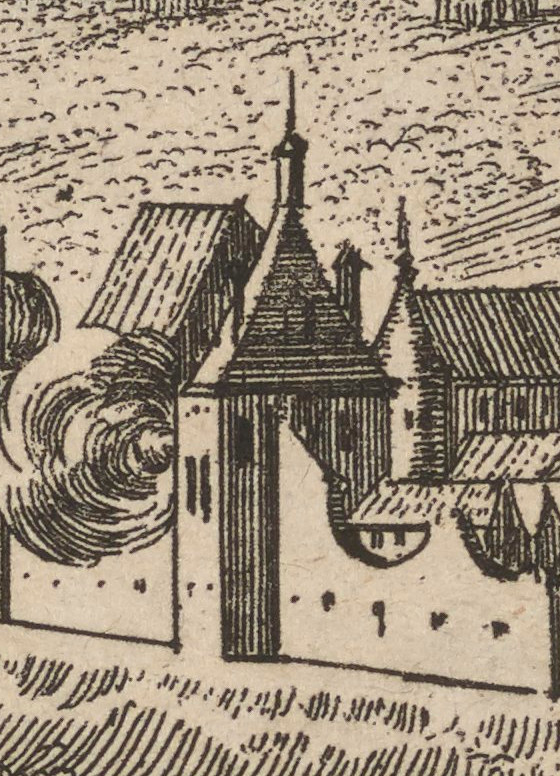
Brama Sieradzka (1657)
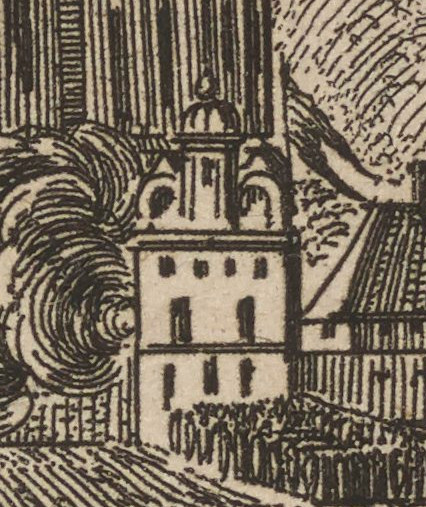
Brama Krakowska (1657)
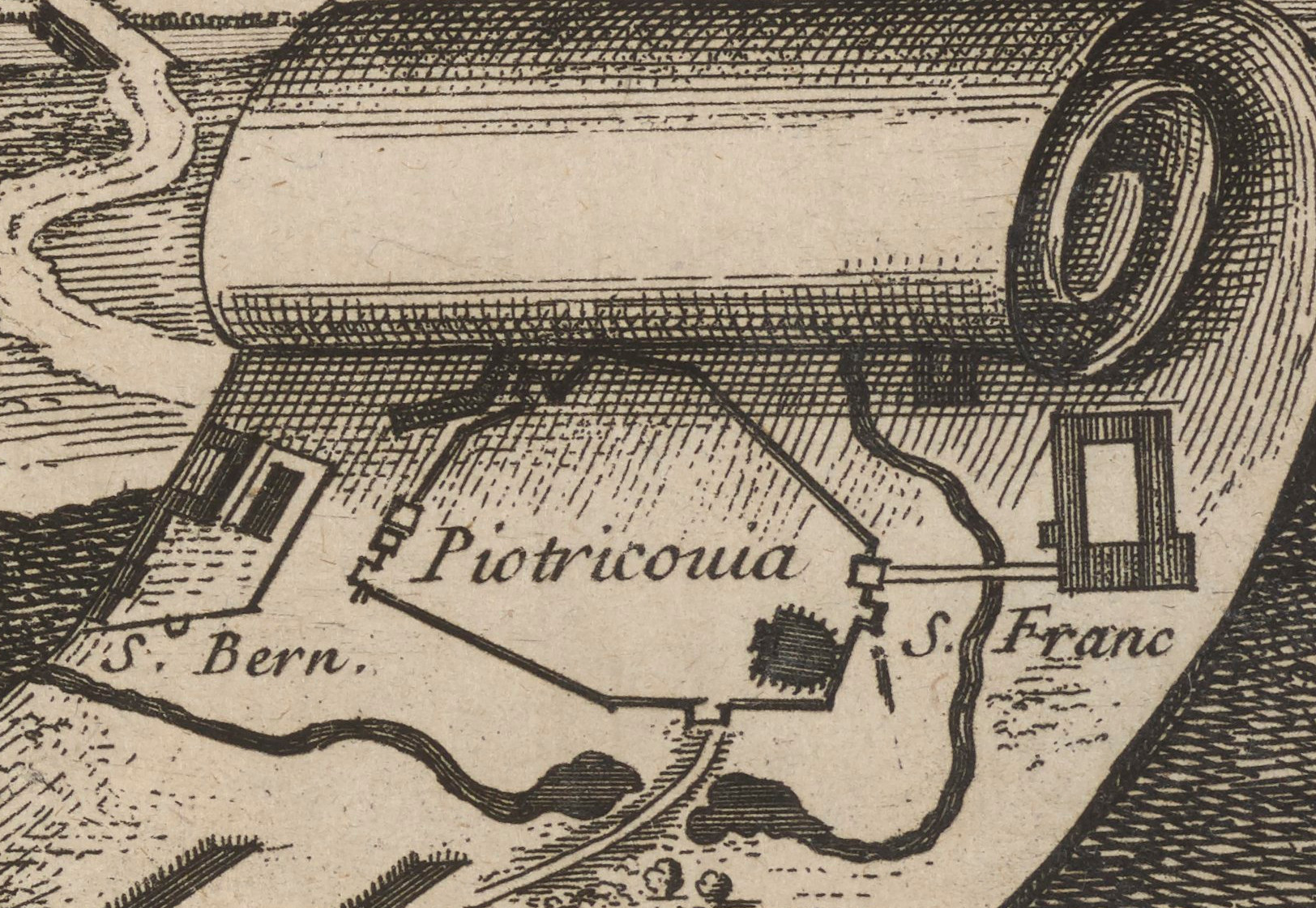
Zarys przebiegu murów (1657)
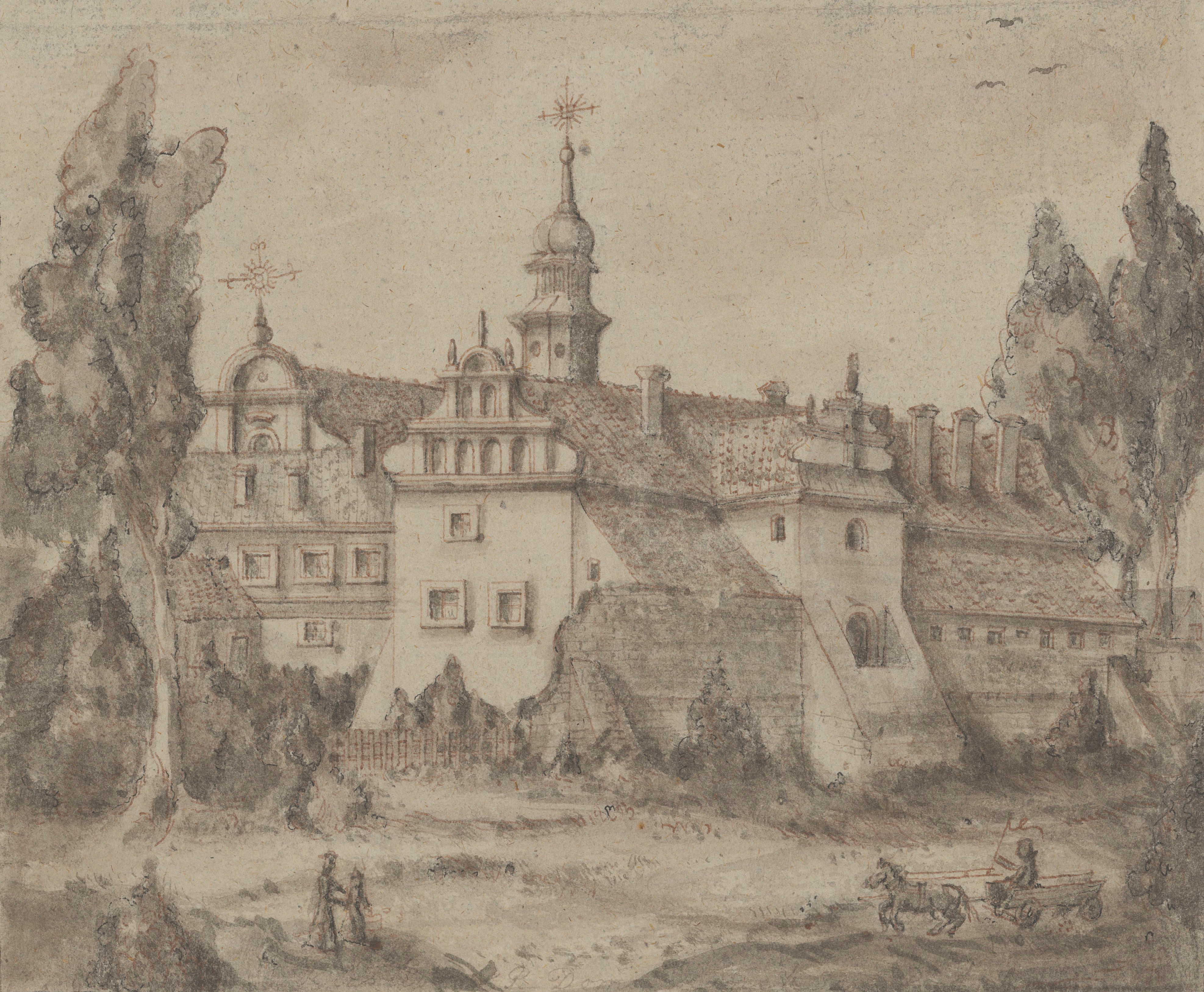
Fragment murów przy klasztorze dominikanek (ok. 1800)
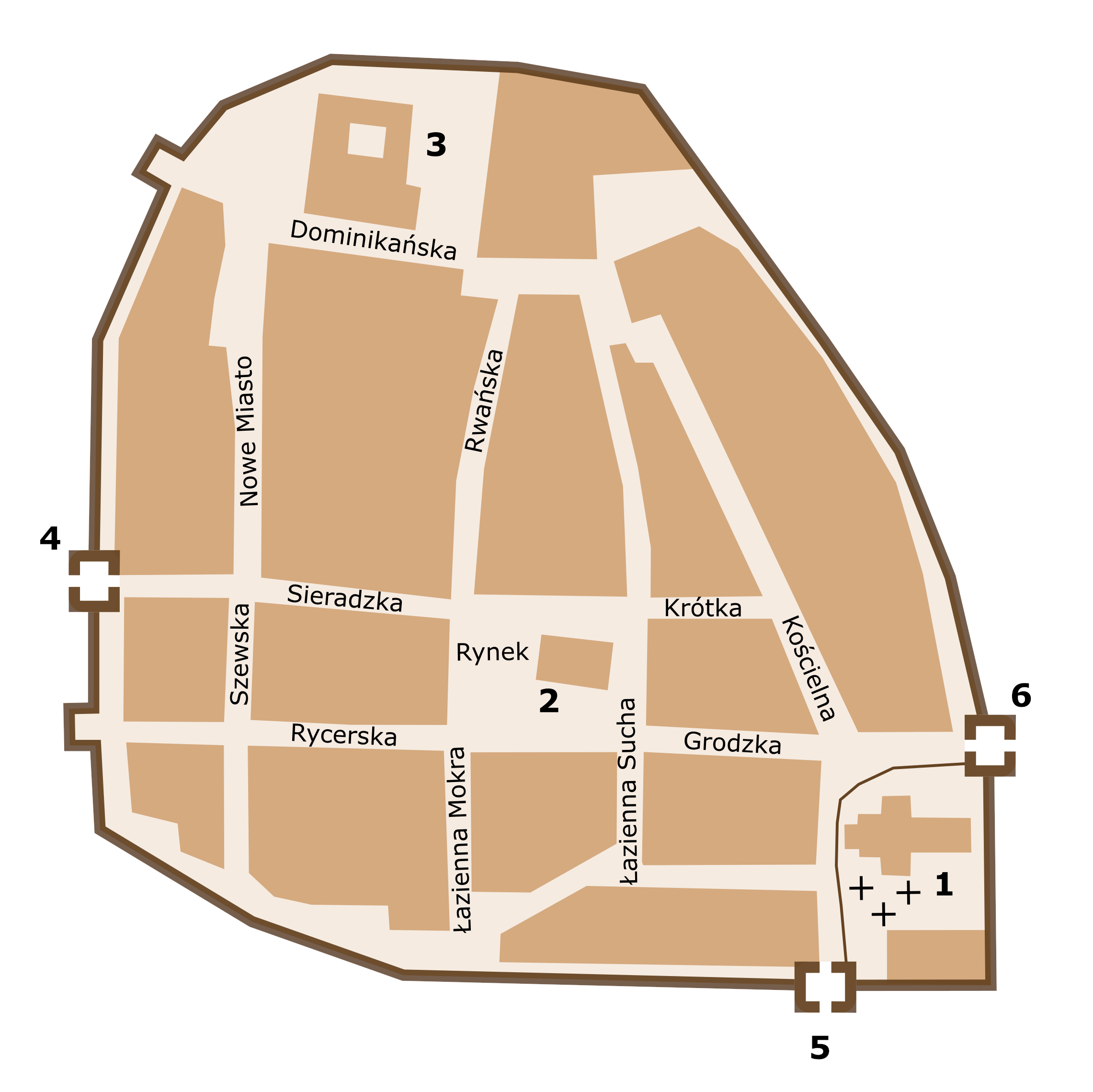
Rekonstrukcja przebiegu murów w 2. poł. XVI w.

## Zachowane fragmenty
Ze średniowiecznych murów miejskich Piotrkowa Trybunalskiego, pozostały do dziś trzy fragmenty:
- w fasadzie dawnego klasztoru dominikanek, przy Placu Kościuszki
- przy kościele pw. św. Franciszka Ksawerego
- w narożniku Krakowskiego Przedmieścia i ul. Garncarskiej

Można też spotkać informację, że czwarty fragment znajduje się w murach dawnego klasztoru dominikanów od strony rzeki Strawy.